# Mirosławki
Mirosławki – wieś w Polsce położona w województwie wielkopolskim, w powiecie poznańskim, w gminie Stęszew, nad jeziorem Tomickim.
W pobliżu wsi przebiega droga wojewódzka nr 306.
Pod koniec XIX wieku Mirosławki wchodziły w skład powiatu poznańskiego i liczyły 136 mieszkańców i 16 domostw. Wszyscy mieszkańcy byli katolikami. W latach 1975–1998 miejscowość administracyjnie należała do województwa poznańskiego.
Przez miejscowość przebiega  szlak turystyczny Iłowiec - Otusz, prowadzący m.in. do pobliskiego obszaru ochrony ścisłej Trzcielińskie Bagno.